# Marquesado de la Isabela
El marquesado de la Isabela es un título nobiliario español, creado por la reina Isabel II de España el 29 de febrero de 1848 en favor de su hermana uterina María Cristina Muñoz y Borbón, I vizcondesa de la Dehesilla, hija de la reina gobernadora María Cristina de Borbón-Dos Sicilias (viuda que fue de su tío el rey Fernando VII) y de Agustín Fernando Muñoz y Sánchez, su segundo marido, I duque de Riánsares, caballero de la Orden del Toisón de Oro.

## Denominación
La denominación alude al Real Sitio y balneario de La Isabela, en Sacedón, provincia de Guadalajara, que había sido frecuentado por concesora y concesionaria y del que ambas guardaban grato recuerdo. El balneario, a su vez, debía su nombre a la misma reina Isabel.

## Armas
En campo de azur, una faja de plata, con tres ánsares de sable, picados de gules y puestos en faja.
Lema: Regina coeli juvante.

## Lista de marqueses de la Isabela
|                        | Titular                                                                            | Periodo                |
| Creación por Isabel II | Creación por Isabel II                                                             | Creación por Isabel II |
| ---------------------- | ---------------------------------------------------------------------------------- | ---------------------- |
| I                      | María Cristina Muñoz y Borbón                                                      | 1848-1921              |
| II                     | Jesús María Bernaldo de Quirós y Muñoz                                             | 1922-1953              |
| III                    | Luis Bernaldo de Quirós y Alcalá-Galiano                                           | 1953-1986              |
| IV                     | María del Rosario de Fátima Bernaldo de Quirós y Álvarez de las Asturias-Bohorques | 1986-2016              |
| V                      | Marta María Flores y Bernaldo de Quirós                                            | 2016-actual titular    |

## Historia de los marqueses de la Isabela
- María Cristina Muñoz y Borbón (Madrid el 19 de abril de 1840-1840-Madrid, 20 de diciembre de 1921), I marquesa de la Isabela[1] y I vizcondesa de la Dehesilla, hija de la reina regente María Cristina de Borbón-Dos Sicilias y de su segundo esposo Agustín Fernando Muñoz y Sánchez, I duque de Riánsares.

Casó con José María Bernaldo de Quirós y González de Cienfuegos (1840-1911), VIII marqués de Campo Sagrado, diplomático de carrera, ministro plenipotenciario de España en Constantinopla y Atenas, y embajador en San Petersburgo; diputado a Cortes, senador, gran cruz de Carlos III, maestrante de Granada y gentilhombre de cámara del rey con ejercicio. En 6 de abril de 1922, le sucedió su hijo:
- Jesús María Bernaldo de Quirós y Muñoz (Mieres, 21 de julio de 1871-Madrid, 4 de diciembre de 1939), II marqués de la Isabela,[1] I marqués de Quirós, IX de Campo Sagrado X conde de Marcel de Peñalba, II vizconde de la Dehesilla, grande de España, diputado a Cortes, caballero de las Órdenes de Alcántara y Malta y maestrante de Granada, gentilhombre de Cámara del rey Alfonso XIII con ejercicio y servidumbre.[3]

Casó, el 15 de octubre de 1906, con Consuelo Alcalá-Galiano y Osma, VI condesa de Casa Valencia y III de Romilla, V marquesa de Castel Bravo, V vizcondesa del Pontón, grande de España, dama de la reina Victoria Eugenia. En 5 de junio de 1953, le sucedió su hijo:
- Luis Bernaldo de Quirós y Alcalá-Galiano (Madrid, 26 de diciembre de 1917-Madrid, 6 de julio de 1996),  III marqués de la Isabela,[1][4] II marqués de Quirós, X marqués de Campo Sagrado, VI conde de Casa Valencia, XI conde de Marcel de Peñalba, y IV de Romilla, III vizconde de la Dehesilla, V vizconde del Pontón,[4] dos veces grande de España, caballero de las Órdenes de Alcántara y Malta y maestrante de Granada.

Casó, el 2 de junio de 1954, en Madrid, con María del Pilar Álvarez de las Asturias-Bohorques y Silva (1926-Madrid, 7 de agosto de 2023), XVII marquesa de Almenara y XI condesa de Torrepalma, hija de José Álvarez de las Asturias Bohorques y Arteaga, XIV marqués de la Almerana y maestrante de Granada, y de su esposa, María Luisa de y Mitjans. Le sucedió, en 10 de diciembre de 1986, por distribución, su hija:
- María del Rosario de Fátima Bernaldo de Quirós y Álvarez de las Asturias Bohorques (n. Madrid, 30 de mayo de 1955), IV marquesa de la Isabela[1][4] y XIII condesa de Alcudia,  grande de España.[7]

Casó, en Madrid, el 17 de junio de 1983, con Jorge Flores Gómez (Madrid, 31 de mayo de 1955-Madrid, 15 de noviembre de 1994). En 9 de junio de 2016 le sucedió, por cesión, su hija:
- Marta María Flores y Bernaldo de Quirós (n. Madrid, 2 de marzo de 1985), V marquesa de la Isabela.[4][1]